# Takanori Nakajima
Takanori Nakajima (japanisch 中島 崇典 Nakajima Takanori; * 9. Februar 1984 in der Präfektur Chiba) ist ein ehemaliger japanischer Fußballspieler.

## Karriere
Nakajima erlernte das Fußballspielen in der Schulmannschaft der Yachiyo High School. Seinen ersten Vertrag unterschrieb er 2002 bei Shonan Bellmare. Der Verein spielte in der zweithöchsten Liga des Landes, der J2 League. Für den Verein absolvierte er 11 Ligaspiele. 2004 wechselte er zum Ligakonkurrenten Yokohama FC. 2006 wurde er mit dem Verein Meister der J2 League und stieg in die J1 League auf. Für den Verein absolvierte er 116 Ligaspiele. 2008 wechselte er zum Zweitligisten Avispa Fukuoka. Für den Verein absolvierte er 90 Ligaspiele. 2011 wechselte er zum Erstligisten Kashiwa Reysol. Mit dem Verein wurde er 2011 japanischer Meister. Für den Verein absolvierte er drei Erstligaspiele. Im August 2012 wechselte er zum Zweitligisten Yokohama FC. Für den Verein absolvierte er 75 Ligaspiele. 2016 wechselte er zum Drittligisten Gainare Tottori. Ende 2016 beendete er seine Karriere als Fußballspieler.

## Erfolge
Kashiwa Reysol
- J1 League

Meister: 2011
- Kaiserpokal

Sieger: 2012